# Yassin Adnan

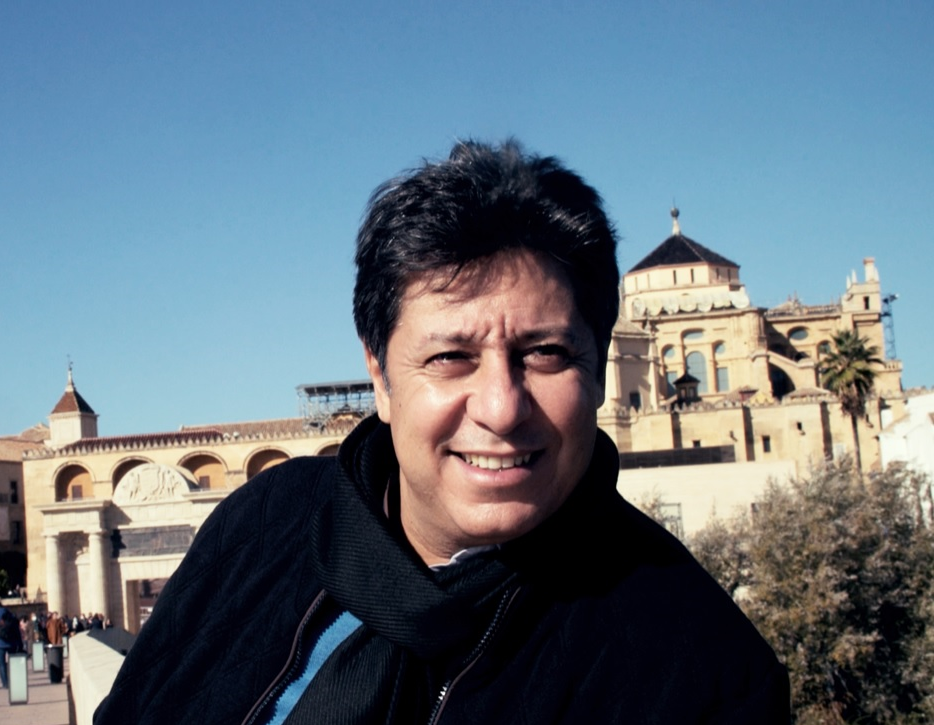
Yassin Adnan

Yassin Adnan (* 1970 in Safi, Königreich Marokko) ist ein marokkanischer Journalist und Autor.

## Leben
Adnan wuchs seit seinem dritten Lebensjahr in Marrakesch in der Nähe des Geschichtenbasars Djemaa el Fna auf, der seit 2001 zum Immateriellen Kulturerbe der UNESCO gehört. Er studierte englische Literatur und Erziehungswissenschaften an der Cadi-Ayyad-Universität in Marrakesch und an der Mohammed-V.-Universität in Rabat. Danach arbeitete er als Englischlehrer und verantwortete die wöchentliche Kultursendung Macharif im marokkanischen Fernsehen. Diese wurde in den Jahren 2007 und 2008 als beste Kultursendung des Landes ausgezeichnet.
Heute ist Adnan als Moderator im Ersten Programm des marokkanischen Fernsehens tätig und hatte seit 2008 Gesprächspartner wie den Syrer Adonis, den Geschichtenerzähler Mohammed Bariz und den Literaturwissenschaftler Isa Bouhmala in seiner wöchentlichen Sendereihe.
Adnan veröffentlichte seit 2000 eine Anzahl von Gedichtbänden, Novellen und ein Buch über die Stadt Marrakesch, in der er noch heute lebt. Er arbeitet für den Rundfunk seines Landes, die libanesische Zeitung Al-Akhbar, die Zeitschrift Dubai Al-Thaqafiya und ist Mitglied der Redaktion der libanesischen Kulturzeitschrift Zawaya. Ferner ist er jeweils Mitherausgeber der Literaturzeitschrift Aswat mu'asira und der Zeitschrift Al-GHara al-shi'riyya.

## Veröffentlichungen
- 2000: Mannequins, Gedichte. Manshurat Ittihad kuttab Al-Maghrib, Casablanca, Marokko.
- 2001: Man yusadiq al-rasa'il?, Kurzgeschichten. Dar Mirit, Kairo, Ägypten.
- 2003: Rasif al-qiyama, Gedichte (deutsch:Bürgersteig der Auferstehung).
- 2006: Tuffah al-zill, Kurzgeschichten. Benmsik-Universität, Casablanca.
- 2007: La akad ara, Gedichte (deutsch: Ich kann kaum sehen). Dar Al-Nahda al-arabiyya, Beirut, Libanon.
- 2008: mit Sa'd Sarhan: Marakish: asrar mu'lana (deutsch: Marrakesch: Angekündigte Geheimnisse). Dar Marsam, Rabat.